# Galepsus laticeps
Galepsus laticeps är en bönsyrseart som beskrevs av Werner 1907. Galepsus laticeps ingår i släktet Galepsus och familjen Tarachodidae. Inga underarter finns listade i Catalogue of Life.